# Отраковский, Александр Иванович
Алекса́ндр Ива́нович Отрако́вский (3 января 1947, Кутаиси, Грузинская ССР, СССР — 6 марта 2000, Ведено, Чеченская Республика, Россия) — российский военачальник. Начальник Береговых войск Краснознамённого Северного флота ВМФ России (1992—2000). Герой Российской Федерации (28.03.2000, посмертно). Генерал-майор (4.11.1993).

## Биография
В 1954 году поступил в среднюю школу в городе Рустави, где окончил 5 классов. С 1959 по 1966 годы учился в Кавказском Краснознамённом суворовском военном училище (г. Орджоникидзе).
С 1966 года служил в Вооружённых силах СССР. В 1969 году окончил Ташкентское высшее общевойсковое командное училище им. В. И. Ленина. С 1969 по 1978 годы проходил службу в полку морской пехоты Черноморского флота: командир взвода, с 1973 — командир роты, с 1975 — командир батальона.
С 1978 по 1981 годы — слушатель Военной академии имени М. В. Фрунзе. После окончания академии служил в 336-й отдельной гвардейской бригаде морской пехоты Балтийского флота начальником оперативного отделения — заместителем начальника штаба бригады, заместителем командира бригады. С ноября 1984 по май 1990 года командовал 336-й отдельной Белостокской орденов Суворова и Александра Невского бригадой морской пехоты дважды Краснознамённого Балтийского Флота.
С мая 1990 года — заместитель начальника Береговых войск Краснознамённого Северного флота ВМФ России. С 1992 года — начальник Береговых войск Краснознамённого Северного флота ВМФ России.
С января по март 1995 года принимал участие в боевых действиях Первой чеченской войны. Командовал оперативной группой Береговых войск Северного флота.
С 11 сентября 1999 по 6 марта 2000 года принимал участие в боевых действиях Второй чеченской войны в составе группировки федеральных сил «Восточная» по ликвидации бандитских формирований в Чеченской Республике. Исполнял обязанности командующего группировкой морской пехоты ВМФ России на Северном Кавказе.
Всеми уважительно и с любовью звался «Дед».
В ночь на 6 марта 2000 года скоропостижно скончался от острой сердечной недостаточности на командном пункте десантно-штурмового батальона близ чеченского селения Ведено. Авторы книги «Шаг в бессмертие» связывают смерть А. И. Отраковского с его сильнейшими переживаниями по поводу того, что командование не разрешало его подразделению прийти на помощь десантникам 6-й роты во время боя у высоты 776.
Похоронен 10 марта 2000 года в Североморске, на аллее Героев.

## Семья

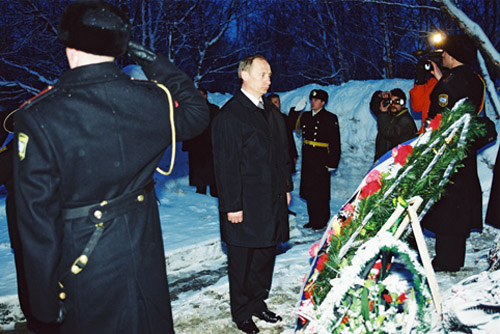
Владимир Путин возлагает цветы к могиле генерал-майора Отраковского

Сын — Иван Александрович Отраковский, участник боевых действий в Чеченской республике, капитан морской пехоты СФ, кавалер ордена «Мужества», медали ордена «За заслуги перед Отечеством» 2 степени с мечами и других боевых наград. Политик, руководитель Русского Православного движения «Святая Русь».

## Память
- 9 мая 2001 года большому десантному кораблю Северного флота присвоено имя «Александр Отраковский»[4].
- Бюст Героя установлен на Аллее Героев на территории воинской части морской пехоты в городе Балтийске.
- Мемориальная доска в 2001 году установлена в Североморске на доме, в котором жил Александр Отраковский.[5]

## Награды
- Герой Российской Федерации — звание присвоено Указом Президента Российской Федерации № 592 от 28 марта 2000 года (посмертно),
- Орден Мужества (1995),
- Орден «За службу Родине в Вооружённых Силах СССР» 3-й степени (1987),
- Медали СССР,
- Медали РФ.